# W.A.S.P.
W.A.S.P.（ワスプ）は、アメリカ合衆国出身のヘヴィメタル・バンド。
「LAメタル」を代表するバンドの一つ。強烈なキャラクター ブラッキー・ローレスを擁し、キャッチーな音楽性と過激なパフォーマンスで人気を博した。後年はブラッキーのソロ・プロジェクト的側面が濃くなり、正統派のHR/HMスタイルに変化していった。

## 来歴

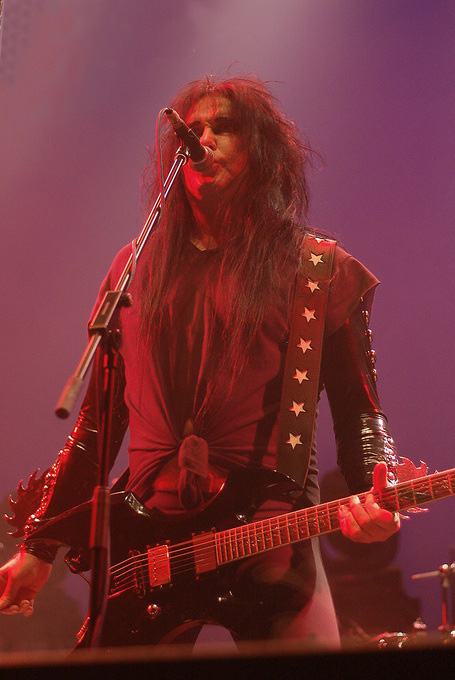
創設者ブラッキー・ローレス (2009年)

- 1982年、ブラッキー・ローレスを中心にロサンゼルスで結成。
- 1984年4月、シングル「Animal(Fuck Like A Beast)」でデビュー。タイトルと歌詞が過激なため、所属レコード会社のキャピトル・レコードから発売が許可されず、インディーズのミュージック・フォー・ネイションズから発表され[1]、同年6月には全英シングルチャートで83位に達した[2]。
- 同年8月、キャピトル・レコードからデビュー・アルバム『W.A.S.P.』発表。問題の「Animal」収録は見送られた（後にリマスター盤CDに収録される）。が、9月には早くもドラムのトニー・リチャーズが脱退。後任にスティーヴン・ライリーが加入。
- 1985年11月、2ndアルバム『The Last Command』発表。
- 1986年7月、ランディ・パイパーが脱退したため、後任にジョニー・ロッド（b.、元キング・コブラ）を迎え、11月リリースの3rdアルバム『Inside The Electric Circus』以降、ブラッキーがベースからリズム・ギターにパート・チェンジ。
- 1987年8月、「モンスターズ・オブ・ロック」に出演。
- 1989年2月に4thアルバム『The Headless Children』をリリースするも、9月にオリジナル・メンバーだったクリス・ホルムスが脱退。デビュー当時からのメンバーがブラッキーだけとなり、バンドはほぼ解散状態となる。
- 1992年6月、ブラッキーがソロ・アルバムとして製作した『The Crimson Idol』を、レコード会社のアドバイスによりW.A.S.P.名義の5thアルバムとして発表。今作品はザ・フーの『トミー』に影響を受けたコンセプト・アルバムである。ツアーにはダグ･ブレアー(g)が参加している。8月に「モンスターズ・オブ・ロック」に再び出演。
- 1995年の6thアルバム『Still Not Black Enough』もブラッキーのソロ・プロジェクトの意味合いの強い作品となった。
- 1997年の7thアルバム『KILL FUCK DIE』で、クリス・ホルムズ復帰。
- 『K.F.D.』時のメンバーにより、『Helldorado』（1999年）『Unholy Terror』（2001年）の2作が発表される。
- 2001年、クリスが再び脱退。『Unholy Terror』のツアーにはダグ・ブレアー(g)が参加している。
- 2002年、ダレル・ロバーツ(g)を加え『Dying For The World』を発表。湾岸戦争に参加した兵士からもらったファンレターにブラッキーは激しく感動し「彼らに新しいものを提供せねばならない」と述べていた[3]。ファンレターの内容は、兵士が戦車で突撃する際に、「Animal」や「Wild Child」を大音響で戦車のスピーカーから流したというものだった[3]。
- 2004年、コンセプトアルバム『The Neon God: Part 1 - The Rise』、『The Neon God, Part 2 - The Demise』を発表。ツアー後、ダレル･ロバーツとステット・ホーランドが脱退。

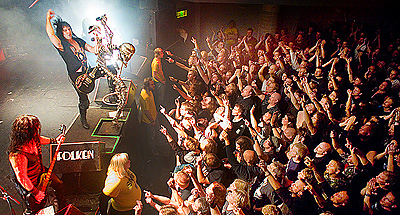
ノルウェー・スタヴァンゲル公演 (2006年9月)

- 2007年ダグ・ブレアー(g)が復帰し、マイク・デュプキー(dr)が加入。『Dominator』発表。
- 2007年から2008年にかけて、クリムゾン・アイドル15周年アニバーサリーツアーを実施。スクリーンにクリムゾン・アイドルの映像を上映しつつ、アルバム10曲を忠実に再現するステージだった。
- 2009年『Babylon』発表。「Babylon's burning」のプロモビデオが作成された。
- 2015年、マイク・デュプキーの脱退を経て6年ぶりの新作『Golgotha』がリリースされ[4]、アメリカのBillboard 200では93位を記録して、26年ぶりに全米トップ100入りを果たした[5]。
- 2018年、5thアルバム『The Crimson Idol』の発売25周年を記念したリレコーディング作品『Re-Idolized (The Soundtrack To The Crimson Idol)』を発表[6]。

## パフォーマンス

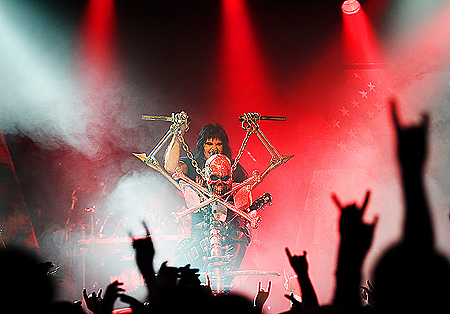
過激な視覚効果を煽るセット (2006年)

ブラッキーが股間にノコギリをつけたファッションで、血糊を飲むなどの過激なパフォーマンスを展開。
クリスは股間を掻き毟り（毛虱だったとは本人の談）、ランディはコスチュームの背中から煙を噴出していた。
『Kill Fuck Die』に伴うツアーでは、豚（もちろん模型）を殺すという残虐なショウも行われたが、1997年の来日公演では神戸連続児童殺傷事件の直後だったため自粛した。

## メンバー

### 現ラインナップ
- ブラッキー・ローレス (Blackie Lawless) - ボーカル、ギター、キーボード、パーカッション (1982年- )
- ダグ・ブレアー (Doug Blair) - ギター、バック・ボーカル (1992年、2001年、2006年- )
- マイク・デューダ (Mike Duda) - ベース、バック・ボーカル (1995年- )
- アキレス・プリースター (Aquiles Priester) - ドラムス (2017年- )

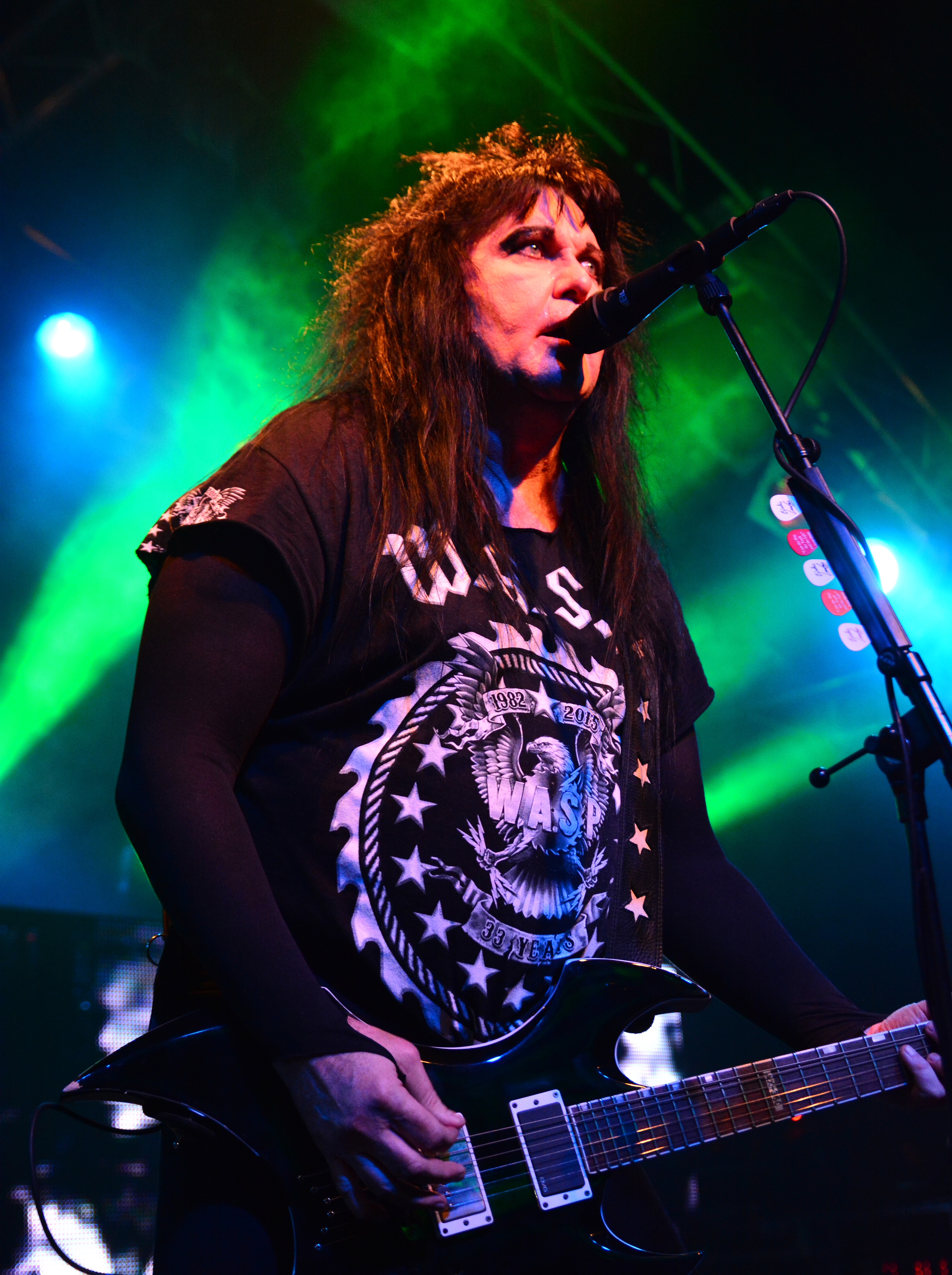
ブラッキー・ローレス(Vo/G) 2015年
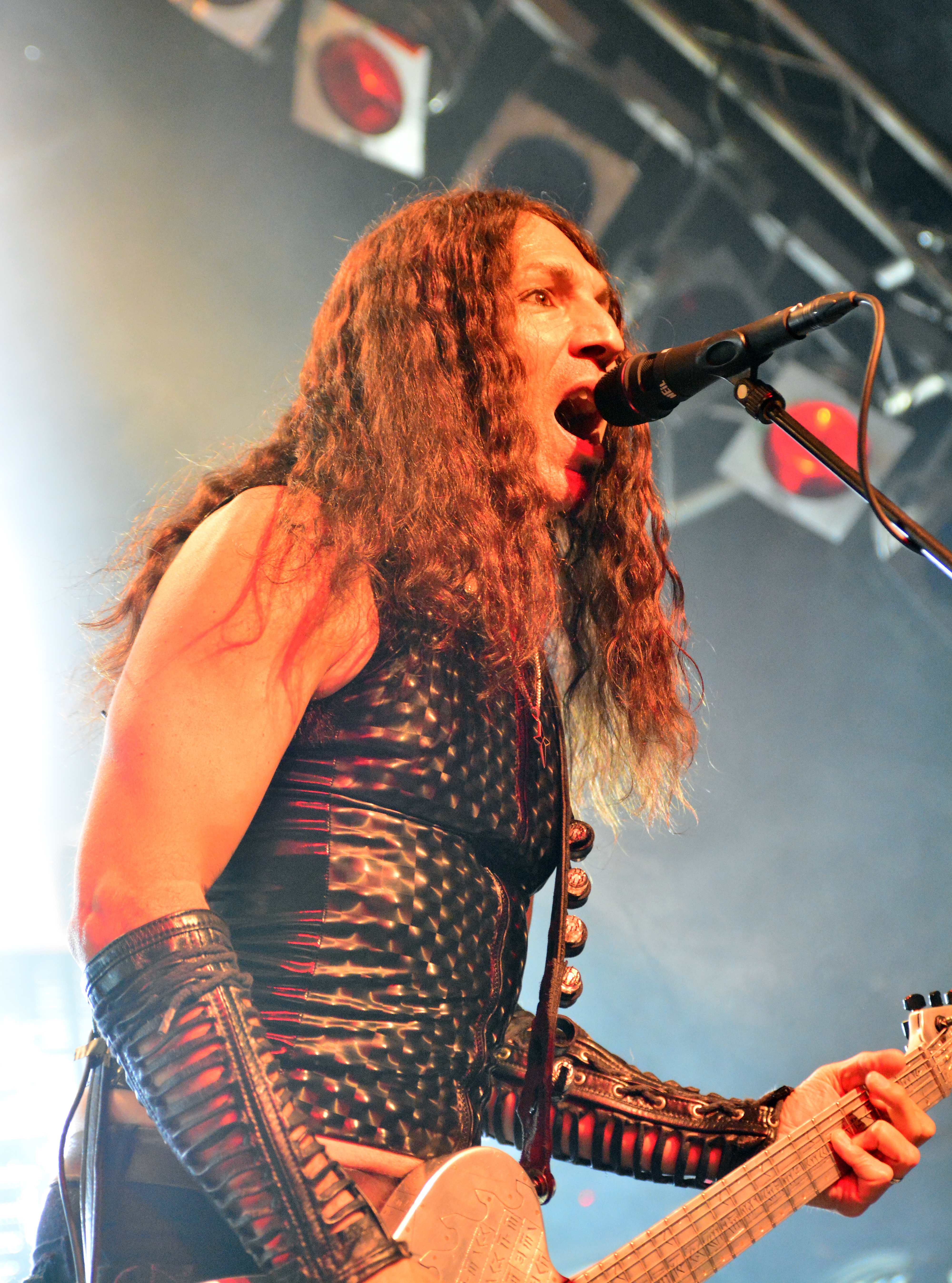
ダグ・ブレアー(G) 2015年
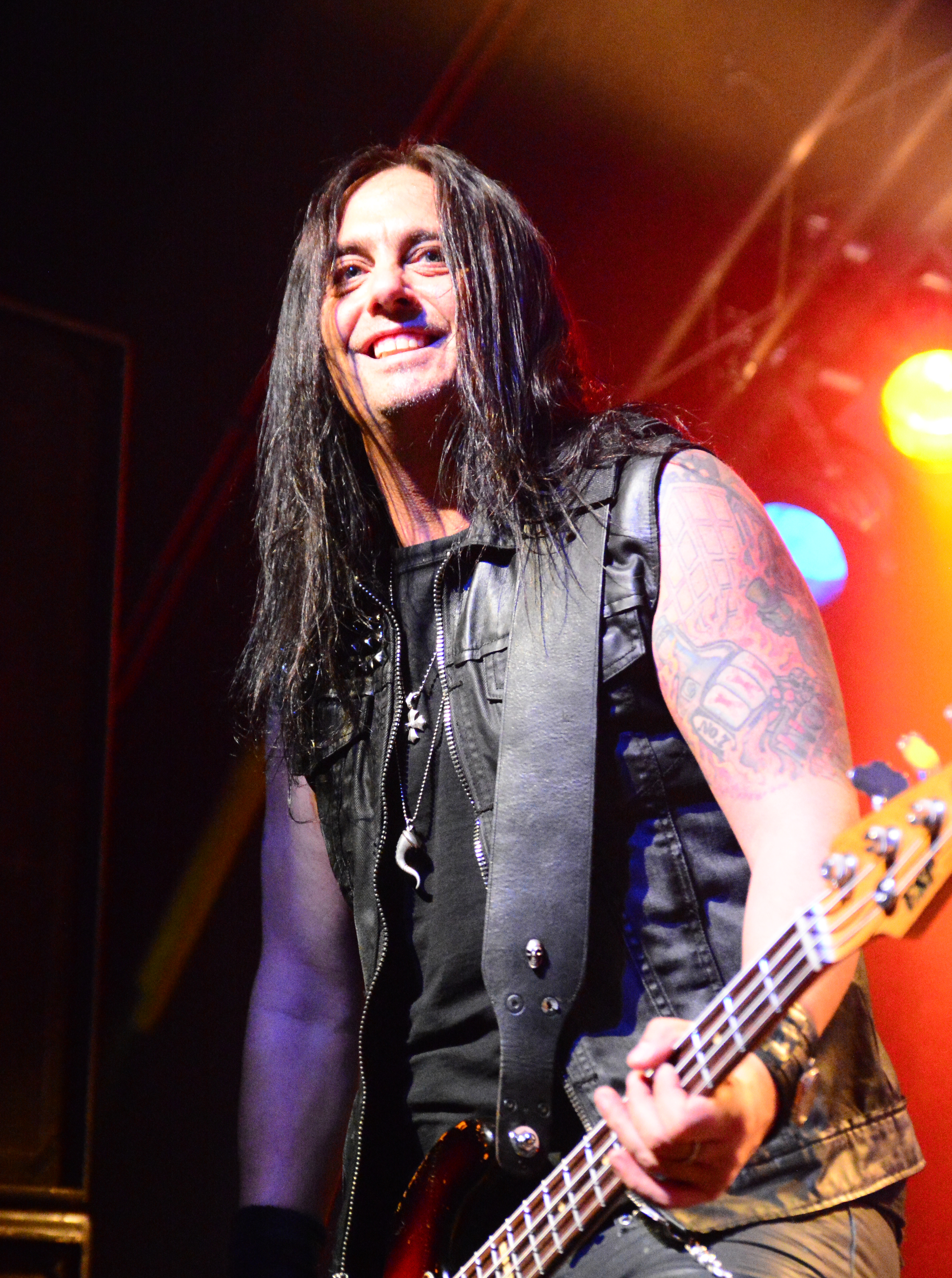
マイク・デューダ(B) 2015年
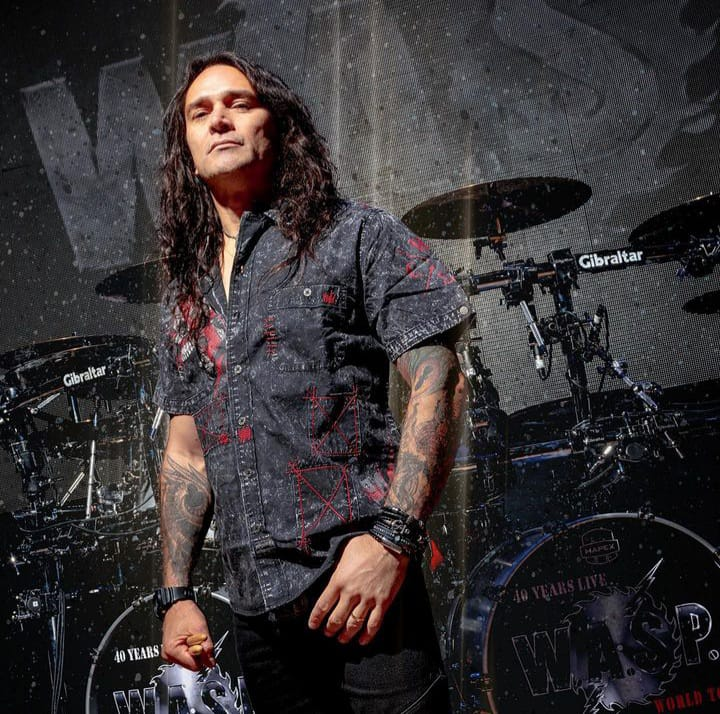
アキレス・プリースター(Ds) 2023年

### 旧メンバー
- ランディ・パイパー (Randy Piper) - ギター (1982年-1986年)
- クリス・ホルムズ (Chris Holmes) - ギター (1983年-1990年、1996年-2001年)
- リク・フォックス (Rik Fox) - ベース (1982年)
- トニー・リチャーズ (Tony Richards) - ドラムス (1982年-1984年)
- スティーヴン・ライリー (Steve Riley) - ドラムス (1984年-1987年)
- ジョニー・ロッド (Johnny Rod) - ギター、ベース (1986年-1989年、1992年-1993年)
- フランキー・バネリ (Frankie Banali) - ドラムス (1989年-1990年、1992年、1995年、2001年、2004年)
- ステット・ホーランド (Stet Howland) - ドラムス (1991年-2005年)
- ダレル・ロバーツ (Darrell Roberts) - ギター (2002年-2005年)
- マイク・デュプキー (Mike Dupke) - ドラムス (2006年-2015年)

## ディスコグラフィ

### スタジオ・アルバム
- 『魔人伝』 - W.A.S.P. (1984年)
- 『ラスト・コマンド』 - The Last Command (1985年)
- 『インサイド・ジ・エレクトリック・サーカス』 - Inside The Electric Circus (1986年)
- 『ヘッドレス・チルドレン』 - The Headless Children (1989年)
- 『クリムゾン・アイドル』 - The Crimson Idol (1992年)
- 『スティル・ノット・ブラック・イナフ』 - Still Not Black Enough (1995年)
- 『KILL FUCK DIE』 - Kill Fuck Die (1997年)
- 『ヘルドラド』 - Helldorado (1999年)
- 『アンホーリー・テラー』 - Unholy Terror (2001年)
- 『ダイイング・フォー・ザ・ワールド』 - Dying For The World (2002年)
- 『ネオン・ゴッド パート1 ザ・ライズ』 - The Neon God: Part 1 - The Rise (2004年）
- 『ネオン・ゴッド パート2 ザ・ディマイズ』 - The Neon God, Part 2 - The Demise (2004年)
- Dominator (2007年)
- Babylon (2009年)
- 『ゴルゴタの丘』 - Golgotha (2015年)
- 『リアイドライズド〜ザ・サウンドトラック・トゥ・ザ・クリムゾン・アイドル』 - Re-Idolized (The Soundtrack To The Crimson Idol) (2018年)

### ライブ・アルバム
- 『ライヴ・ベスト』 - Live...In The Raw (1987年)
- 『ダブル・ライヴ・アサシンズ』 - Double Live Assassins (1998年)
- The Sting: Live at the Key Club L.A. (2000年)

### コンピレーション・アルバム
- 『ファースト・ブラッド…ラスト・カッツ〜ザ・ベスト・オブ・W.A.S.P.』 - First Blood...Last Cuts (1993年)
- 『THE BEST OF THE BEST』 - The Best of the Best 1984–2000 (2000年)